# Nops mamoris
Espèce
Nops mamoris est une espèce d'araignées aranéomorphes de la famille des Caponiidae.

## Distribution
Cette espèce est endémique du département de Cundinamarca en Colombie,. Elle se rencontre vers Pandi.

## Description
Le mâle holotype mesure 18,0 mm, les mâles mesurent de 11,0 à 18,0 mm et les femelles de 10,7 à 16,0 mm.

## Systématique et taxinomie
Cette espèce a été décrite par Chirivi-Joya, Rodríguez-Sandoval et Pardo-Staper en 2024.

## Étymologie
Cette espèce est nommée en l'honneur de María Alejandra Tapias González.

## Publication originale
- Chirivi-Joya, Rodríguez-Sandoval & Pardo-Staper, 2024 : « A new species of the genus Nops MacLeay (Araneae: Caponiidae), from the Colombian Andes. » Zootaxa, no 5538(1), p. 23-32.